# Вербець Альберт Васильович
Альбе́рт Васи́льович Вербець (18 березня 1943, Салтиково Салтиковського району, сучасний Земетчинський район Пензенської області — 14 грудня 2015, м. Миколаїв) — заслужений артист України (1999), член Національної Спілки письменників України, Спілки письменників Росії, актор театру та кіно. Писав російською мовою.

## Біографія
Вербець Альберт Васильович народився 18 березня 1943 року в Салтиково-Салтиковському району, сучасного Земетчинського району Пензенської області, що в Росії. Його батько помер, коли йому виповнилось 3 роки.
З 1961 по 1965 рік Альберт навчався в Ростовському училищі мистецтв.
Творчу діяльність розпочав 1965 року, працював в театрах Новочеркаська, Вологди, Драматичному театрі Червонопрапорного Північного флоту в Мурманську, Рязанському театрі юного глядача. В Миколаївському академічному художньому драматичному театрі працює з 1975 року. Член Миколаївської організанці НСПУ з 1988 року. В 1991 році закінчив Вищі літературні курси Московського літературного інституту ім. Горького. Його зараховують до умовного кола представників «нової хвилі» в сучасній українській драматургії.
Втілив десятки ролей — Серебряков «Дядя Ваня», Епіходов «Вишневий сад» по А. Чехову, роль в п'єсі Марії Ладо «Очень простая история» тощо.

## Творчість
Автор десятків опублікованих п'єс, поставлених в Миколаєві, Києві, Санкт-Петербурзі.
- «Глибина»,
- «Дорога із Чорного царства»,
- «Восьме чудо світу»,
- «Новосілля»,
- «Голгофа»,
- «Мар'я-краса, золота коса»,
- «З ночі в ніч»,
- «Хатинка на курячих лапках»,
- збірник п'єс «Екіпаж „Летючого Голландця“».

Його театральні роботи:
- Вурм — Ф. Шиллер «Підступність та кохання»;
- Ілля — В. Распутін «Останній термін»;
- Розенкранц — В. Шекспір «Гамлет»;
- Ондра — К. Чапек «Мати»;
- Юлій Цезар — Ю. Едліс, «Гра тіней»;
- Сесіл — Л. Разумовська «Ваша сестра та полонянка»;
- Чебутикін — А. П. Чехов «Три сестри»;
- Шпак — Г. Квітка-Основ'яненко «Шельменко-денщик»;
- Тобі Белч — В. Шекспір «Дванадцята ніч»;
- Лоренцо — Г. Горін «Верона: ще одна історія кохання»;
- Серебряков — А. П. Чехов «Дядя Ваня»;
- Епіходов — А. П. Чехов «Вишневий сад»;
- Сусід — М. Ладо «Дуже проста історія».